# سكوت هنتر
سكوت هنتر (بالإنجليزية: Scott Hunter)‏ هو لاعب كرة قدم أمريكية أمريكي، ولد في 19 نوفمبر 1947 في موبيل في الولايات المتحدة.

## وصلات خارجية
- سكوت هنتر على موقع مرجع كرة القدم المحترفة.كوم (الإنجليزية)